# Crossotus pseudostypticus
Crossotus pseudostypticus är en skalbaggsart som beskrevs av Stefan von Breuning 1956. Crossotus pseudostypticus ingår i släktet Crossotus och familjen långhorningar. Inga underarter finns listade i Catalogue of Life.